# Депортиво Арменио
«Депорти́во Арме́нио» или «Арменио» (c исп. — «Спортивный Клуб Армения») — аргентинский футбольный клуб армянской общины провинции Буэнос-Айрес, выступающий в Примере B Метрополитана.

## История
«Депортиво Арменио» был основан в 1962 году армянской диаспорой провинции Буэнос-Айрес, изначально носил название Club Armenio de Fútbol (c исп — Футбольный Клуб Армения). В 1968 году клуб сменил название на нынешнее и вступил Ассоциацию футбола Аргентины. Цвета команды сперва были черно-белые, сейчас домашняя форма коллектива по типу армянского флага содержит красный-синий-оранжевый цвета, а выездная бело-зелёная.
Самым успешным годом клуба был сезон 1986/87, в тот год команда армянской общины «Депортиво Арменио» побил национальный рекорд Аргентины по количеству матчей без поражений, оступившись лишь после 38-й игры. Эта серия позволила «Арменио» победить в Примера B Насьональ (вторая по значимости лига) и выйти в высший дивизион, где сходу команда заняла 13-е место. Главными вехами того сезона были домашняя победа 3:2 над «Ривер Плейтом» (причем «Арменио» уступал по ходу встречи 0:2) и гостевая над «Бока Хуниорс» (1:0)(в этом матче совершив грубую ошибку завершил карьеру легендарный голкипера хозяев Уго Гатти), который по сей день держит рекорд по количеству матчей в Примере). В следующем сезоне позже армяно-аргентинский клуб вылетел из группы сильнейших и больше там никогда не появлялся. Тренером той легендарной команды был её экс голкипер Альберт Парсегян, а капитаном Мигель Гардарян. «Беспроигрышный» рекорд установленный армянской командой продержался 12 лет, пока его не превзошли футболисты Бока Хуниорс.
24 апреля 2010 года в день памяти жертв Геноцида армян 1915 года на игру против «Эспаньола» «Депортиво Арменио» вышел на поле в форме национальной сборной Армении
1 апреля 2011 года скончался Ваграм Ситсиоглу, бывший президент футбольного клуба и один из его партнеров-учредителей. В связи с кончиной основателя клуба нынешний руководитель клуба Норайр Накис сказал с глубокой скорбью: 
Мы потеряли великого человека, армянский символ, который много сделал для клуба, и нам будет его не хватать
В феврале 2023 года была представлена новая форма клуба, украшенная армянскими буквами. Она посвящена армянскому алфавиту и учителям, которые передают его из поколения в поколение.

## Достижения
- Сезона 1986/87 — чемпионы Примера B Насьональ.
- Сезона 1986/87 — Рекорд чемпионатов Аргентины. Державшаяся 12 лет беспроигрышная серия из 37 матчей.

## Известные игроки
- Билибио, Хосе Андрес
- Овьедо, Мигель
- Скотта, Эктор Орасио